# Carles II Gonzaga-Nevers
Carles II Gonzaga-Nevers (Màntua, 31 d'octubre del 1629 - 14 d'agost del 1665) fou duc de Màntua, Montferrat, i de Rethel, príncep d'Arches des del 1637 fins a la seva mort i duc de Nevers fins al 1656.

## Biografia
Carles II era fill de Carles de Nevers i Rethel i de la seva esposa Maria Gonzaga de Màntua, hereva dels ducats de Màntua i Montferrat.
El seu avi, Carles I Gonzaga-Nevers, va haver de passar una guerra perquè se li reconeguessin els drets successoris. El seu pare va morir, el 1631, tot just acabada la guerra, a causa d'una epidèmia de pesta; això va fer que a la mort de l'avi, el 1637, el succeís amb només vuit anys. La seva mare li va fer de regent fins que va complir els divuit anys i en va ser lloada pel bon govern.
El nou duc no tenia les mateixes capacitats de la mare, totes les seves decisions anaven adreçades cap al seu propi interès i no cap al bé de l'estat. Els ingressos econòmics del duc servien sobretot per finançar els seus entreteniments més que per gestionar el ducat.
Gràcies a les gestions de la mare, Carles es va casar el 1649 amb Isabel Clara d'Àustria, filla de l'arxiduc Leopold V d'Habsburg, matrimoni que l'emparentava amb la família imperial. La unió va ser només un acte burocràtic, ja que Carles a qui estimava era una dama de Casale Monferrato anomenada Margarida della Rovere. Tan aviat com la seva esposa li va donar un fill, Carles va deixar de tenir relacions amb ella.
Amb relació a la qüestió del territori de Montferrat, perennement cobejat per França i Espanya o l'imperi, controlat en aquell moment pels francesos, va decidir negociar amb els espanyols per l'expulsió dels francesos. Al mateix temps, per no enemistar-se amb França, Carles va enviar a París un memorial de justificacions, que va convèncer el rei Lluís XIV. Tant els interessos de França com els d'Espanya eren que aquest territori piemontès no caigués en mans de l'enemic, engrandint les possessions de l'altre, per tant tots dos acceptaren de bon grat que no fos controlat per cap dels dos sinó per l'insignificant duc de Màntua. El 1656 Carles II va vendre el Ducat de Nevers i el títol corresponent al cardinal Mazzarino, que el va adquirir per traspassar-li al seu nebot Filippo Giuliano Mancini.
Les contínues absències per atendre la seva estimada Margarida, van perjudicar el govern del ducat, que ja es considerava mal governat en la seva presència; aquesta situació va fer que l'emperador li privés del títol de vicari imperial i del càrrec de generalíssim.
Carles va morir jove, l'agost del 1665. S'han proposat diverses hipòtesi sobre la causa de la seva mort; alguns historiadors del seu temps van sospitar d'enverinament (potser per ordre de la seva esposa o ajudada pel seu amant el comte Francesco Carlo Bulgarini), altres fonts van apuntar a una intoxicació causada per la ingesta d'un dels afrodisíacs que prenia per augmentar el seu vigor.

## Descendència
Només va tenir un fill, Ferran Carles, que el va succeir en els títols.